# Martin Nilsson (jurist)
Martin Nilsson, född 1970, är en svensk jurist. Han är justitieråd i Högsta förvaltningsdomstolen sedan 2022.
Martin Nilsson studerade juridik och ekonomi vid Stockholms universitet, där han blev juris kandidat 1994 och ekonomie kandidat 1995. Han har också studerat vid New York University där han blev Master of Laws (LL.M.) in Taxation 1996. Samma år anställdes han på Mannheimer Swartling i Stockholm. Han arbetade på Mannheimer Swartlings kontor Moskva 1999 och på McDermott Will & Emery i London 2000.
Nilsson blev advokat (ledamot av Sveriges advokatsamfund) 2002 och delägare i Mannheimer Swartling 2003, vilket han var fram till 2022 då han utnämndes till justitieråd i Högsta förvaltningsdomstolen.